# Байрак (Белебеевский район)
Байрак (баш. Байраҡ) — деревня в Белебеевском районе Башкортостана, относится к Тузлукушевскому сельсовету.
С 2005 современный статус.

## Население
| 2002 | 2009 | 2010 |
| ---- | ---- | ---- |
| 19   | ↘17  | ↘12  |

Национальный состав
Согласно переписи 2002 года, преобладающие национальности — башкиры (53 %), татары (31 %).

## Географическое положение
Расстояние до:
- районного центра (Белебей): 19 км,
- центра сельсовета (Тузлукуш): 2 км,
- ближайшей ж/д станции (Аксаково): 30 км.

## История
Название происходит от назв. колхоза "Байрак" (тюркск. Флаг).
Статус деревня, сельского населённого пункта, посёлок получил согласно Закону Республики Башкортостан от 20 июля 2005 года N 211-з «О внесении изменений в административно-территориальное устройство Республики Башкортостан в связи с образованием, объединением, упразднением и изменением статуса населенных пунктов, переносом административных центров», ст.1:

6. Изменить статус следующих населенных пунктов, установив тип поселения — деревня:

8)в Белебеевском районе:…

а) поселка Байрак Тузлукушевского сельсовета